# Wiktor (męczennik z Rzymu)

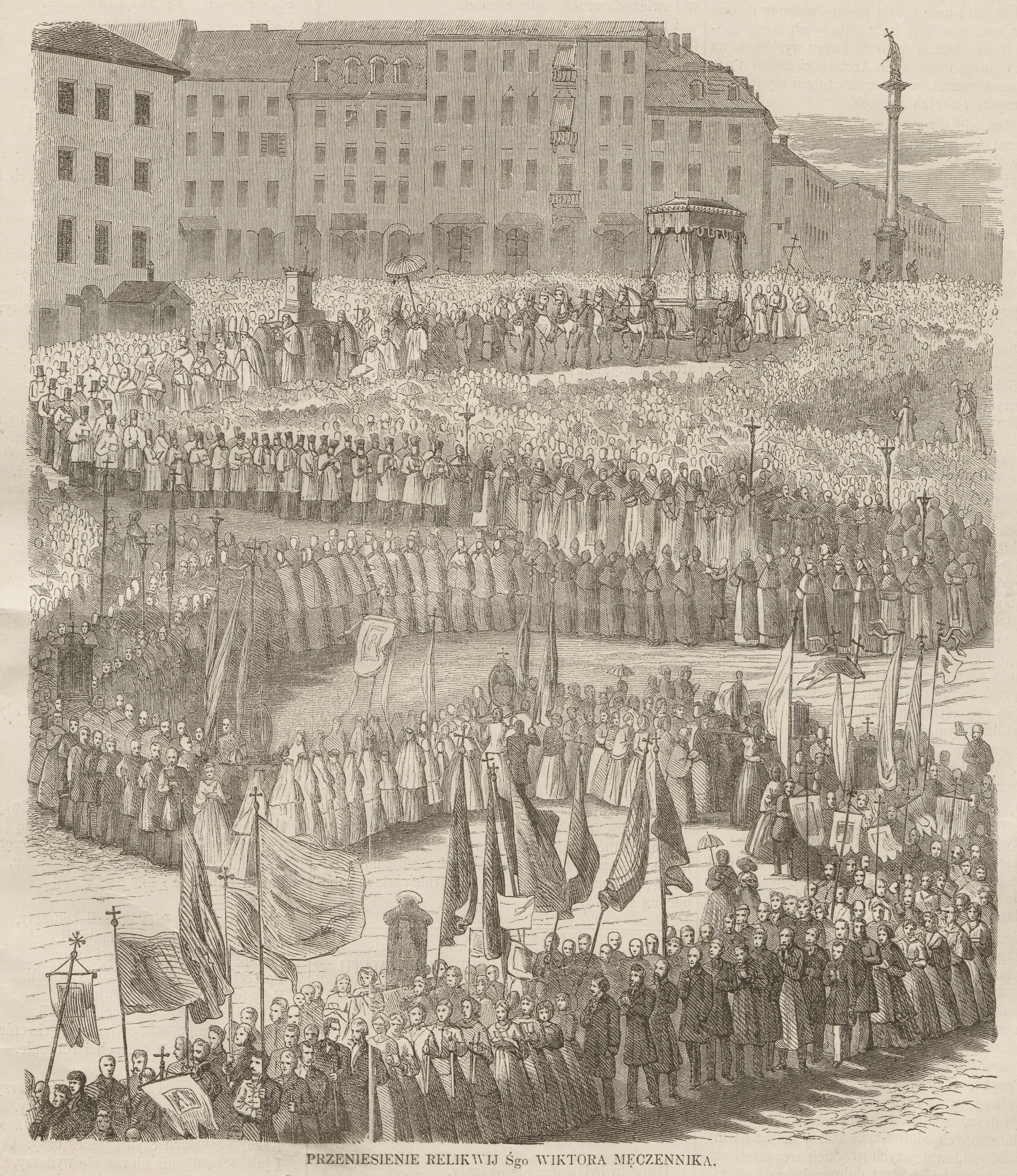
Procesja z relikwiami św. Wiktora w Warszawie 5 czerwca 1859 roku

Wiktor z Rzymu (zm. w III wieku w Rzymie) – męczennik wczesnochrześcijański i święty Kościoła katolickiego, którego relikwie zostały ofiarowane przez papieża Piusa IX w 1858 roku diecezji podlaskiej.

## Historia
Męczennik wczesnochrześcijański, o nieznanym imieniu, którego ciało wraz z naczyniem z jego krwią zostało odnalezione w katakumbach Preteksata w dniu 20 stycznia 1848 roku. Po jego odnalezieniu w uroczysty sposób zostało przeniesione do kaplicy w Watykanie.
W 1856 roku biskup Beniamin Szymański, jeszcze przez objęciem diecezji, rozpoczął za pośrednictwem hrabiny Aleksandry Potockiej starania o sprowadzenie z Rzymu relikwii wczesnochrześcijańskiego męczennika. W ich wyniku papież Pius IX w dniu 20 lutego 1858 roku oficjalnie podarował relikwie męczennika diecezji podlaskiej. Relikwie po złożeniu w skrzyni opatrzonej pieczęciami Kurii Rzymskiej oraz Ambasady Rosji zostały przewiezione w sierpniu 1858 roku do Warszawy i złożone klasztorze kapucynów. 
Zaplanowano peregrynację relikwii z Warszawy do Janowa Podlaskiego i pomimo pierwotnej zgody namiestnika Michaiła Gorczakowa na uroczystości jedynie na trasie z Białej Podlaskiej, uzyskano zgodę cara Aleksandra II na cały zamysł. Uroczysta procesja uformowała się 5 czerwca 1859 roku po mszy w Warszawie i poprzez Mińsk Mazowiecki, Kałuszyn, Siedlce, Zbuczyn i Białą Podlaską w sobotę 11 czerwca dotarły do miejsca przeznaczenia. 
Relikwie zostały umieszczone w drewnianym sarkofagu fundacji Aleksandry Potockiej, natomiast zaschnięta krew męczennika w metalowej złoconej trumience. Całość umieszczono w bocznym ołtarzu bazyliki kolegiackiej Świętej Trójcy w Janowie Podlaskim, który pierwotnie był ołtarzem św. Marii Magdaleny ufundowanym przez biskupa łuckiego Stefana Rupniewskiego.